# Ludovico Bettoni

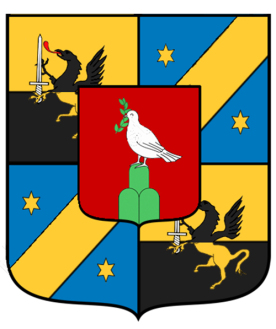
Stemma Bettoni

Ludovico Bettoni conte Cazzago (Brescia, 21 gennaio 1829 – Brescia, 22 maggio 1901) è stato un patriota e politico italiano. È stato deputato alla Camera tra il 1870 e il 1876 e senatore dal 1891 fino alla sua morte.

## Biografia
Figlio di Giacomo Bettoni e di Maria Cazzago, venne educato nelle discipline politiche ed economiche; in seguito intraprese la carriera politica nell'amministrazione cittadina. Nel 1852 divenne assessore col podestà Luigi Maggi.
Si legò agli ambienti risorgimentali lombardi e nel 1858, con Luigi Cazzago e Giuseppe Borghetti, entrò a far parte del comitato insurrezionale che aveva il compito di riferire al governo sardo ogni informazione sui movimenti dell'esercito austriaco nel regno Lombardo-Veneto, ma anche di favorire l'emigrazione per arruolare giovani nelle forze armate piemontesi.
Dopo la seconda guerra d'indipendenza, assunse cariche nelle nuove amministrazioni locali: divenne sindaco di Flero (1860-1882), consigliere provinciale in rappresentanza del mandamento di Gargnano (1860-1890) e del mandamento di Bagnolo Mella (1895-1900). Vicino al movimento dei liberali moderati bresciani, fece parte della deputazione provinciale e rappresentò la provincia di Brescia nel consiglio d'amministrazione della Cassa di Risparmio di Milano.
Alle elezioni politiche del 1870 si candidò nel collegio elettorale di Salò, vincendo al ballottaggio contro il candidato dei radicali. Alle politiche seguenti si ricandidò nello stesso collegio e venne eletto al primo turno. Alle politiche del 1876 fu invece sconfitto al primo turno da Francesco Glisenti, candidato dai radicali per il collegio benacense. In quelle del 1880 si propose per il collegio di Brescia, ma perse al secondo turno contro Bonaventura Gerardi. Partecipò anche alle elezioni del 1882, presentandosi nel listino dei liberali moderati della circoscrizione elettorale di Verolanuova, ma anche in questo caso venne sconfitto dalla lista dei candidati allineati alle idee politiche di Giuseppe Zanardelli.
Nello stesso anno contribuì a fondare la scuola d'agricoltura della Bornata, primo nucleo di quello che sarebbe diventato l'Istituto tecnico agrario statale Giuseppe Pastori. Nel 1883 fu tra i fondatori del Credito Agrario Bresciano.
Nel dicembre 1890 fu nominato senatore. Nel 1895 fu eletto presidente del consiglio provinciale di Brescia.
Morì a Brescia il 22 maggio 1901, dopo una lunga malattia.
Tra le sue parentele ci furono tre sindaci di Brescia: Ludovico era fratello di Francesco Bettoni Cazzago (sindaco dal 1895 al 1898), zio di Federico (dal 1902 al 1904) e padre di Vincenzo (dal 1905 al 1906).